# Graus
Graus ist eine spanische Gemeinde in der Provinz Huesca der Autonomen Gemeinschaft Aragonien und liegt in den Pyrenäen. Sie ist Hauptstadt der Comarca Ribagorza und hat auf einer Fläche von 300 km² 3.380 Einwohner (Stand: 2024), von denen 2600 im Ort Graus selbst und 900 in den umliegenden Kirchspielen leben. Die Stadt liegt auf einer Höhe von 469 Metern. Bei ihr fließen der Ésera und der Isábena zusammen. In Graus wird die aragonesische Sprache in der Form des grausianischen bzw. niederribagorzanischen Dialekts gepflegt.

## Gemeindegliederung
Zur Gemeinde Graus gehören folgende Dörfer und Weiler: Abenozas, Aguilar, Aguinalíu, Bellestar, Benavente de Aragón, Centenera, Ejep, Güel, Juseu, Panillo, Pano, La Puebla de Fantova, La Puebla del Mon, Pueyo de Marguillén, El Soler, La Tosquilla, Torre de Ésera, Torre de Obato, Torrelabad, Torres del Obispo und Las Ventas de Santa Lucía. 
Folgende Orte sind unbewohnt: Bafaluy, Cáncer, Castarlenas, Erdao, Fantova, Grustán, Portaespana und Torruella de Aragón.

## Geschichte
Die erste menschliche Siedlung befand sich im Bereich von Graus bereits im Paläolithikum. Erstes bedeutendes historisches Ereignis war 1063 im Rahmen der Reconquista die Schlacht von Graus, bei der Ramiro I. starb. 1083 wurde der Ort endgültig von aragonesischen Truppen unter Sancho Ramírez erobert. Der Ort wurde zum Wiederaufbau und zur Wiederbevölkerung dem Kloster San Victorían in Asán (Sobrarbe) zugesprochen. 
Peter II. (1196–1213) verlieh dem Ort den Titel Villa Muy Noble y Muy Antigua (dt. Sehr ehrwürdiger und sehr alter Ort).
Im 16. und 17. Jahrhundert erlebte der Ort eine wirtschaftliche Blütezeit, die sich in der Entstehung repräsentativer Stadtpaläste (vor allem im Renaissance-Stil) niederschlug, die noch heute an der Plaza Mayor und in anderen Bereichen des Ortes zu sehen sind. In dieser Zeit wurde auch die Basilika Nuestra Señora de la Peña errichtet. Seit 1658 lebte der Philosoph Baltasar Gracián in Graus im Exil. 
Während des Spanischen Bürgerkrieges galt Graus als wichtiges lokales und kommerzielles Zentrum.

## Sehenswürdigkeiten
Graus wurde 1975 zum Conjunto histórico-artístico erklärt.
- Plaza Mayor[5]
- Casa Heredia[6]